# Nati nel 1722
| Questa pagina contiene informazioni ricavate automaticamente dalle voci biografiche con l'ausilio del template Bio e di un bot. L'aggiornamento è periodico e automatico e ricostruisce completamente la pagina. Se manca una persona in questa lista, sei pregato di non aggiungerla, ma accertati piuttosto che la sua voce biografica contenga il template Bio e che i dati anagrafici siano correttamente compilati. Se il template Bio manca, inseriscilo tu stesso o, in alternativa, metti l'avviso {{tmp\|Bio}} che ne segnala la mancanza. Se i dati riportati sono sbagliati, correggi direttamente la voce biografica; le modifiche saranno visibili in questa lista entro pochi giorni. Per chiarimenti vedi il progetto biografie. La lista contiene solo le 120 persone che sono citate nell'enciclopedia e per le quali è stato implementato correttamente il template Bio. Pagina aggiornata al 2 lug 2025. |

## Gennaio(12)
- 1º gennaio - Pierre-Etienne Moitte, pittore e incisore francese († 1780)
- 1º gennaio - Carlo di Monaco, principe e militare monegasco († 1749)
- 3 gennaio - Fredric Hasselquist, naturalista svedese († 1752)
- 5 gennaio - Caspar Anton von Belderbusch, nobile e politico tedesco († 1784)
- 6 gennaio - Andrea Gioannetti, cardinale e arcivescovo cattolico italiano († 1800)
- 10 gennaio - Andreas von Riaucour, nobile, politico e diplomatico tedesco († 1794)
- 11 gennaio - Filiberto Pascale, vescovo cattolico italiano († 1788)
- 12 gennaio - Nicolas Luckner, generale francese († 1794)
- 13 gennaio - Charles Walmesley, vescovo cattolico britannico († 1797)
- 15 gennaio - Nicolò Erizzo, politico e diplomatico italiano († 1806)
- 27 gennaio - Benedict Swingate Calvert, politico statunitense († 1788)
- 29 gennaio - Luisa Amalia di Brunswick-Wolfenbüttel, principessa tedesca († 1780)

## Febbraio(6)
- 3 febbraio - Luisa Federica di Württemberg, duchessa († 1791)
- 4 febbraio - Antonio Greppi, nobile, diplomatico e banchiere italiano († 1799)
- 5 febbraio - Romoaldo Guidi, cardinale italiano († 1780)
- 6 febbraio - Regina Mingotti, italiana († 1808)
- 13 febbraio - François Guillaume Clairain des Lauriers, ingegnere francese († 1780)
- 24 febbraio - John Burgoyne, militare, politico e drammaturgo britannico († 1792)

## Marzo(4)
- 6 marzo - Johann Christian Brand, pittore e incisore austriaco († 1795)
- 18 marzo - Zachar Grigor'evič Černyšëv, ufficiale russo († 1784)
- 18 marzo - Enrico XI di Reuss-Greiz, principe († 1800)
- 25 marzo - Francesco Cerlone, librettista e drammaturgo italiano

## Aprile(6)
- 8 aprile - Caroline FitzRoy, nobildonna inglese († 1784)
- 11 aprile - Domenico Troili, abate e naturalista italiano († 1793)
- 12 aprile - Pietro Nardini, compositore e violinista italiano († 1793)
- 19 aprile - Clemente Francesco di Baviera, principe tedesco († 1770)
- 26 aprile - George Coventry, VI conte di Coventry, politico inglese († 1809)
- 29 aprile - Francesco Carafa della Spina di Traetto, cardinale e arcivescovo cattolico italiano († 1818)

## Maggio(5)
- 11 maggio - Juan Aldovera, attore teatrale spagnolo († 1804)
- 25 maggio - Anton Cebej, pittore sloveno († 1774)
- 26 maggio - Washington Shirley, V conte Ferrers, ammiraglio britannico († 1778)
- 28 maggio - Hugh Pigot, ammiraglio britannico († 1792)
- 29 maggio - James FitzGerald, I duca di Leinster, politico e ufficiale irlandese († 1773)

## Giugno(7)
- 4 giugno - Michele Continisio, poeta, storico e vescovo cattolico italiano († 1810)
- 7 giugno - George Paulet, XII marchese di Winchester, nobile inglese († 1800)
- 10 giugno - Sebastián de Albero, clavicembalista e organista spagnolo († 1756)
- 19 giugno - George Gordon, III conte di Aberdeen, nobile scozzese († 1801)
- 22 giugno - Maria Anna del Palatinato-Sulzbach, nobile tedesca († 1790)
- 23 giugno - Juan Ramos de Lora, missionario, docente e vescovo cattolico spagnolo († 1790)
- 30 giugno - Jiří Antonín Benda, compositore ceco († 1795)

## Luglio(4)
- 1º luglio - Vasilij Michajlovič Dolgorukov, generale russo († 1782)
- 1º luglio - Pierluigi Galletti, vescovo cattolico e archeologo italiano († 1790)
- 11 luglio - Giorgio Guglielmo d'Assia-Darmstadt, principe tedesco († 1782)
- 16 luglio - Joseph Wilton, scultore e docente inglese († 1803)

## Agosto(10)
- 1º agosto - Anne Marie Louise de La Tour d'Auvergne, nobile francese († 1739)
- 6 agosto - Jean-Baptiste Miroudot du Bourg, vescovo cattolico francese († 1798)
- 9 agosto - Augusto Guglielmo di Prussia, generale prussiano († 1758)
- 9 agosto - Jacques-Louis de Pourtalès, banchiere svizzero († 1814)
- 11 agosto - Richard Brocklesby, medico britannico († 1797)
- 12 agosto - Giuseppe Baldrighi, pittore italiano († 1803)
- 14 agosto - Thomas Dyke Acland, VII baronetto, politico inglese († 1785)
- 22 agosto - Isaac Alexander, scrittore tedesco († 1802)
- 22 agosto - Constantine Phipps, I barone Mulgrave, nobile irlandese († 1775)
- 26 agosto - Francesco di Borbone-Busset, generale francese († 1793)

## Settembre(11)
- 5 settembre - Federico Cristiano di Sassonia, nobile († 1763)
- 6 settembre - Cristiano IV del Palatinato-Zweibrücken, duca tedesco († 1775)
- 10 settembre - Paul Chevallier, teologo olandese († 1796)
- 11 settembre - Karl Gotthelf von Hund, nobile tedesco († 1776)
- 13 settembre - François Joseph Paul de Grasse, ammiraglio francese († 1788)
- 16 settembre - Fermín Francisco de Carvajal-Vargas, ufficiale e politico spagnolo († 1797)
- 21 settembre - Gerolamo Dandolfi, vescovo cattolico italiano († 1789)
- 21 settembre - Gisella Agnese di Anhalt-Köthen, principessa († 1751)
- 21 settembre - Ferdinand Tige, militare e politico ungherese († 1811)
- 22 settembre - Francisco Antonio de Lorenzana y Butrón, cardinale e arcivescovo cattolico spagnolo († 1804)
- 27 settembre - Samuel Adams, politico e filosofo statunitense († 1803)

## Ottobre(6)
- 3 ottobre - Johann Heinrich Tischbein il Vecchio, pittore tedesco († 1789)
- 5 ottobre - Gregorio Sciroli, compositore italiano († 1781)
- 6 ottobre - Johann Trinius, teologo e filosofo tedesco († 1784)
- 22 ottobre - Giovanni Lercari, arcivescovo cattolico italiano († 1802)
- 29 ottobre - Celestino Cominale, medico e scienziato italiano († 1785)
- 31 ottobre - Ulrica Federica Guglielmina d'Assia-Kassel, nobildonna tedesca († 1787)

## Novembre(9)
- 1º novembre - Giuseppe Cosserich Teodosio, vescovo cattolico dalmata († 1802)
- 1º novembre - Carlo Livizzani Forni, cardinale italiano († 1802)
- 11 novembre - Nicolas-Antoine Boulanger, ingegnere e filosofo francese († 1759)
- 16 novembre - Caterina Bresciani, attrice teatrale italiana († 1780)
- 19 novembre - Joseph Leopold Auenbrugger, medico austriaco († 1809)
- 20 novembre - Benedetto Andrea Doria, vescovo cattolico italiano († 1794)
- 22 novembre - Antoine-René de Voyer de Paulmy d'Argenson, politico e nobile francese († 1787)
- 22 novembre - Hryhorij Savyč Skovoroda, poeta e filosofo ucraino († 1794)
- 25 novembre - Heinrich Johann Nepomuk von Crantz, medico e botanico lussemburghese († 1799)

## Dicembre(12)
- 1º dicembre - Anna Luise Karsch, poetessa tedesca († 1791)
- 15 dicembre - Giuseppe I di Schwarzenberg, nobile e politico boemo († 1782)
- 18 dicembre - Anna Karlovna Skavronskaja, nobildonna russa († 1776)
- 21 dicembre - Franz Anton von Raab, funzionario austriaco († 1783)
- 23 dicembre - Axel Fredrik Cronstedt, chimico e mineralogista svedese († 1765)
- 25 dicembre - Stanisław Lubomirski, politico e nobile polacco († 1782)
- 25 dicembre - Prithvi Narayan Shah, re nepalese († 1775)
- 27 dicembre - Vinzenz von Orsini-Rosenberg, nobile e politico austriaco († 1794)
- 28 dicembre - John Pitcairn, militare scozzese († 1775)
- 28 dicembre - Ernestina Albertina di Sassonia-Weimar, nobile tedesca († 1769)
- 30 dicembre - Charles Yorke, politico inglese († 1770)
- 31 dicembre - Sofia Carlotta di Schleswig-Holstein-Sonderburg-Beck, principessa tedesca († 1763)

## Senza giorno specificato(28)
- Ahmad Shah Durrani, politico e generale afghano († 1772)
- Ahmad al-Jazzar Pascià, militare ottomano († 1804)
- Cosimo Amidei, giurista e filosofo italiano († 1784)
- Johann Ernst Bach, musicista tedesco († 1777)
- Thomas Barker, meteorologo e astronomo britannico († 1809)
- Gennaro Basile, pittore italiano († 1782)
- Petrus Camper, anatomista olandese († 1789)
- Antonio Cioci, pittore, incisore e decoratore italiano
- John Elphinstone, ammiraglio inglese († 1785)
- Domenico Ferrari, musicista italiano († 1780)
- Carlo Alfonso Guadagni, fisico italiano († 1801)
- John Home, drammaturgo scozzese († 1808)
- Thomas Leland, storico e traduttore irlandese († 1785)
- Flora MacDonald, patriota britannica († 1790)
- Paisij di Hilendar, presbitero, storico e scrittore bulgaro († 1773)
- Gian Carlo Pallavicino, doge († 1794)
- Francisco Palou, religioso e missionario spagnolo († 1789)
- Giovanni Domenico Porta, pittore italiano († 1780)
- Giuseppe Ignazio Pruchmayer, orafo italiano († 1796)
- Christopher Smart, poeta britannico († 1771)
- Sun Tong, insegnante cinese
- Michael Johann von Traubenberg, militare russo († 1772)
- Gaspare Traversi, pittore italiano († 1770)
- Païsij Velyčkovs'kyj, monaco cristiano ucraino († 1794)
- Giovanni Battista Visconti, archeologo italiano († 1784)
- François Véron Duverger de Forbonnais, economista francese († 1800)
- Andreas Weiß, organaro tedesco († 1807)
- Antonio Zatta, editore, cartografo e tipografo italiano († 1804)